# Rolls-Royce Phantom VI

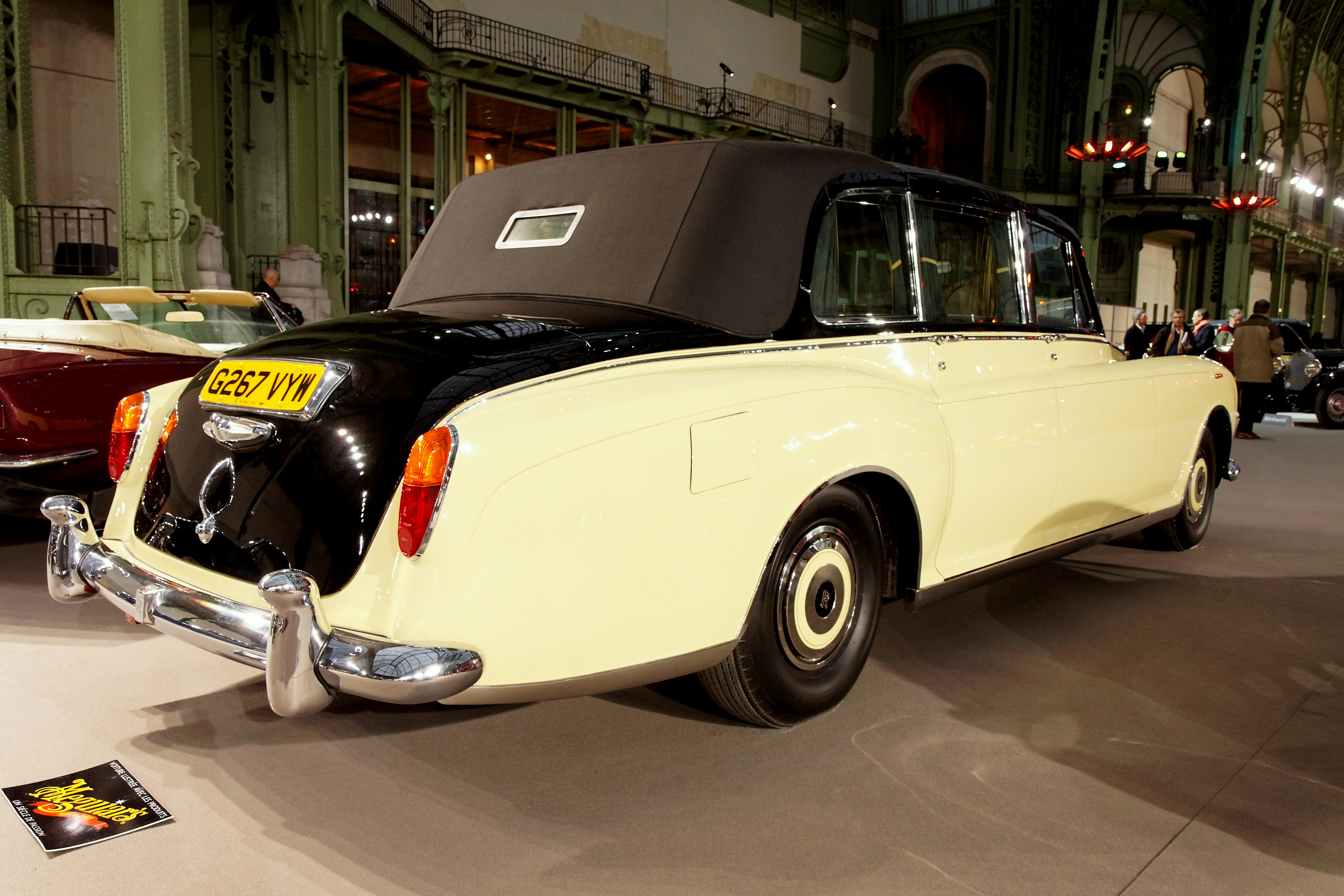
Phantom VI Landaulette

Rolls-Royce Phantom VI byl exkluzivní automobil vyráběný společností Rolls-Royce v letech 1968–1991.
Tuto limuzínu používala britská královna Alžběta II., měla ve svém autoparku dva vozy Rolls-Royce Phantom VI.
Celkem bylo vyrobeno 374 automobilů Rolls-Royce Phantom VI.

## Data
- Roky: 1968-1991
- Motory: 6,25litrový V8 nebo 6,75litrový V8
- Délka: 6045 mm
- šířka: 2007 mm
- Výška: 1753 mm
- Hmotnost: 2500 kg